# Galyshevhamaren
Galyshevhamaren är en kulle i Antarktis. Den ligger i Östantarktis. Norge gör anspråk på området. Toppen på Galyshevhamaren är 1 544 meter över havet.
Terrängen runt Galyshevhamaren är huvudsakligen kuperad, men åt nordväst är den platt.  Trakten är obefolkad. Det finns inga samhällen i närheten. 